# Okręty podwodne typu Zwaardvis
Okręty podwodne typu Zwaardvis – holenderskie okręty podwodne z napędem diesel-elektrycznym stanowiące pochodną amerykańskich okrętów typu Barbel. Dwa holenderskie okręty tego typu, dzięki transferowi technologii jednostek Barbel, były pierwszymi jednostkami tego kraju w których wykorzystując rozwiązania konstrukcyjne opracowane w amerykańskim programie badawczym Albacore, zastosowano kroplowy kształt. W okrętach tych zmieniono jednak wyposażenie elektroniczne w postaci sensorów. W późnych latach 80. okręty zostały zmodyfikowane, przez zastosowanie ulepszonych sensorów, w tym holowanej anteny sonaru oraz wyposażono je w zdolność do odpalania torped Mk. 48. Jednostki te zostały wycofane ze służby w latach 1989-1995 i zaoferowane na sprzedaż. W roku 2000 okręty zostały przetransferowane do Malezji, jednak transakcja ich sprzedaży nie doszła do skutku, w związku z czym w roku 2006 zostały tam pocięte na złom.
Sześć ulepszonych okrętów tego typu zamierzał nabyć Tajwan. Zmiany obejmować miały sensory okrętów, zwiększenie stopnia ich automatyzacji oraz magazynu, który mieścić miał 28 torped. Na skutek jednak protestów Chińskiej Republiki Ludowej, zostały zbudowane jedynie dwie pierwsze z zaplanowanych jednostek. W zamiarach Tajwanu jest modernizacja tych okrętów zmierzająca do wyciszenia jednostek do współczesnych standardów zachodnich, modernizacji systemów zarządzania walką i kierowania ogniem oraz umożliwienia im wystrzeliwania z wyrzutni torpedowych pocisków manewrujących. Z przyczyn politycznych jednak, modernizacja nie została jednak dotąd przeprowadzona, co stawia pod znakiem zapytania ich wartość bojową.